# Comune di Ringe (Danimarca)
Il comune di Ringe fino al 1º gennaio 2007 è stato un comune danese situato nella contea di Fionia e nell'isola omonima. Il comune aveva una popolazione di 11 269 abitanti (2006) e una superficie di 154 km².
Capoluogo era la cittadina omonima.
Dal 1º gennaio 2007, con l'entrata in vigore della riforma amministrativa, il comune è stato soppresso e accorpato ai comuni di
Årslev, Broby, Ryslinge e Faaborg per dare luogo al neo-costituito comune di Faaborg-Midtfyn compreso nella regione della Danimarca Meridionale.